# بندر لنجة
بندر لنجة (بالفارسیة: بندر لنگه) هي مدينة ساحلية وعاصمة مقاطعة لنجة في محافظة هرمزغان الإيرانية على ساحل الخليج العربي. تقع على بعد 280 كم (170 ميل) من لار، و192 كم (119 ميل) من بندر عباس، و420 كم (260 ميل) من بوشهر. الطقس في بندر لنجة حار ورطب، وهو نموذجي للمدن الساحلية في جنوب إيران. وكانت لنجة مركزًا للتجارة بين عمان وإيران لأكثر من 60 عامًا، من 1759 إلى 1814.

## معرض الصور

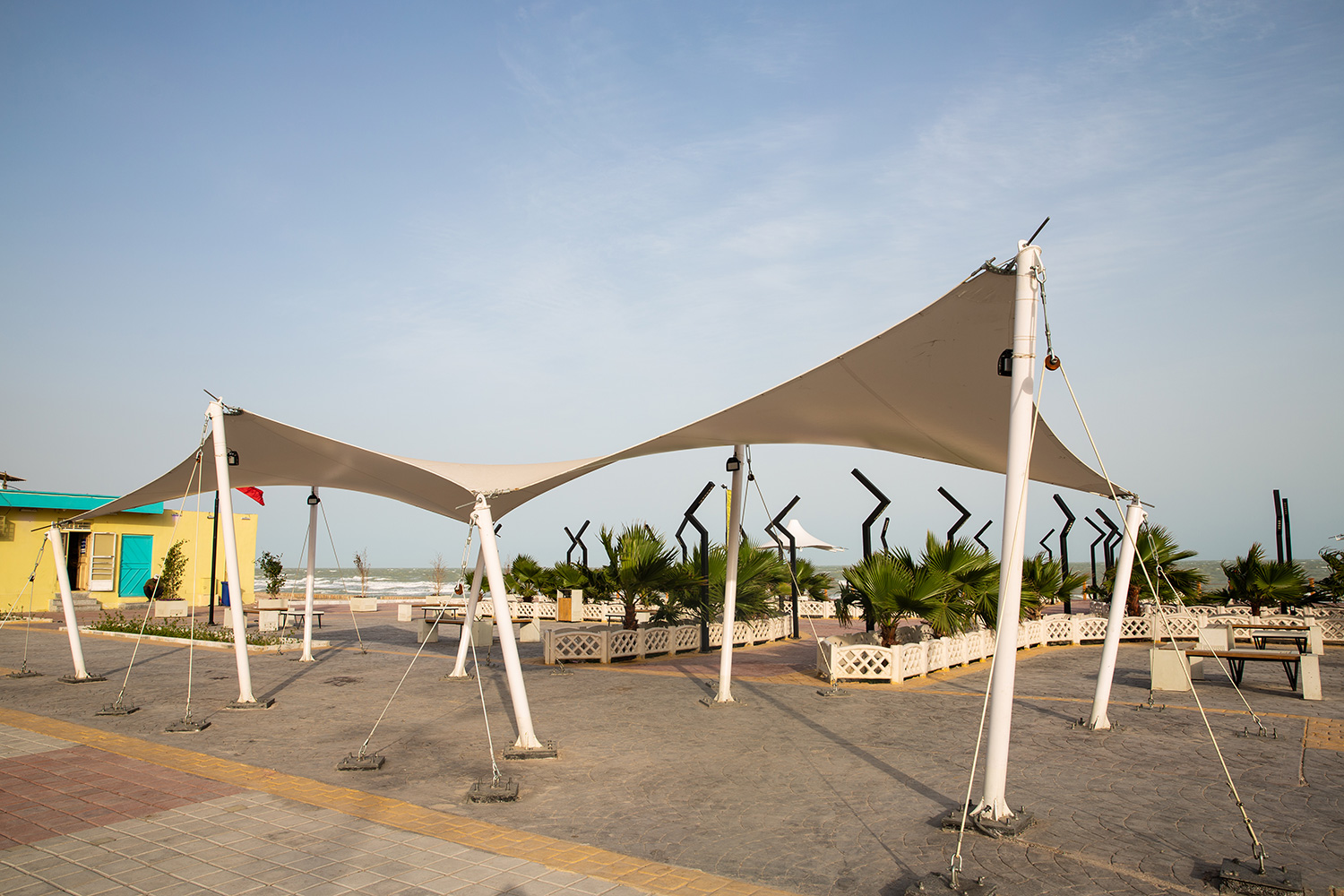
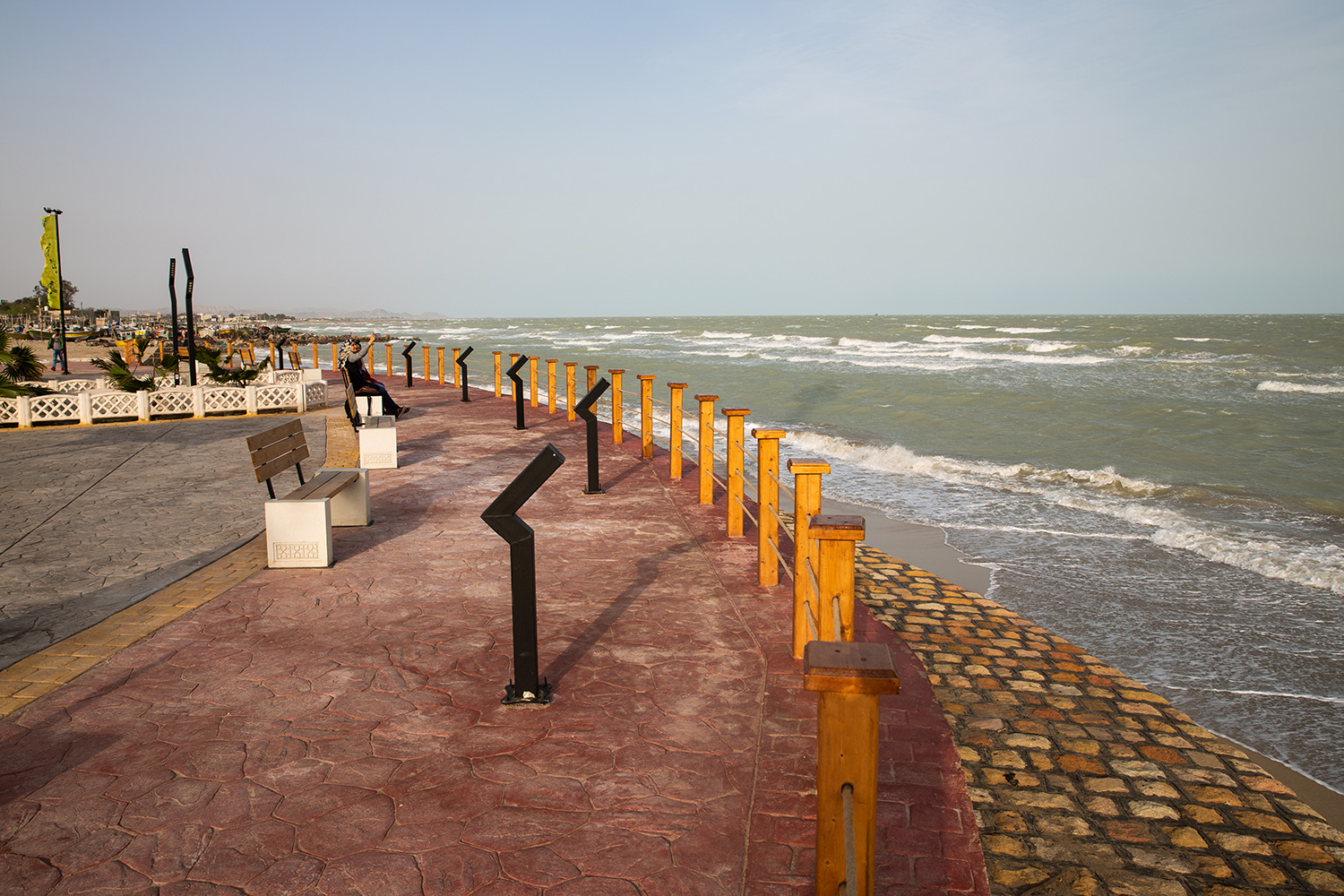
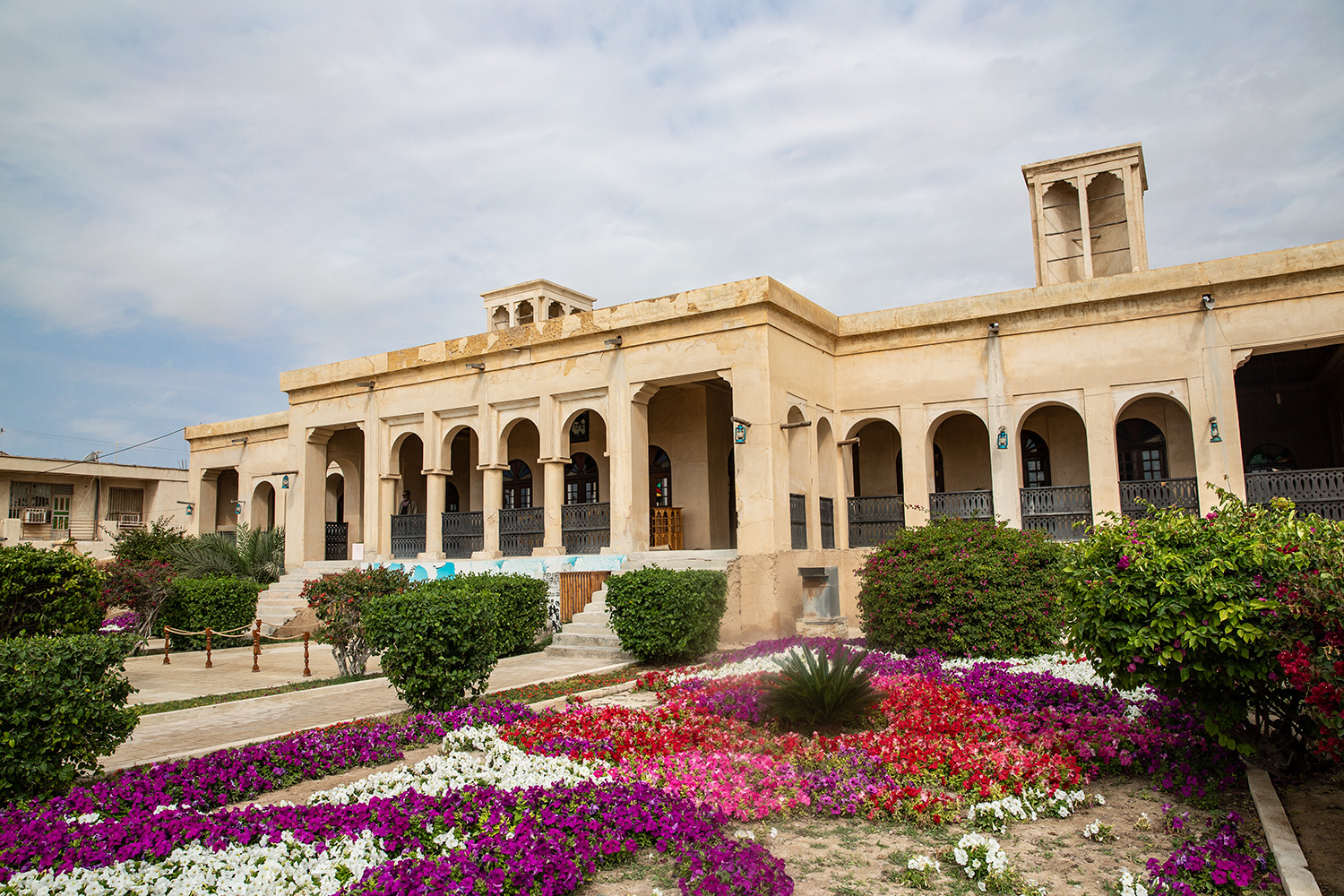
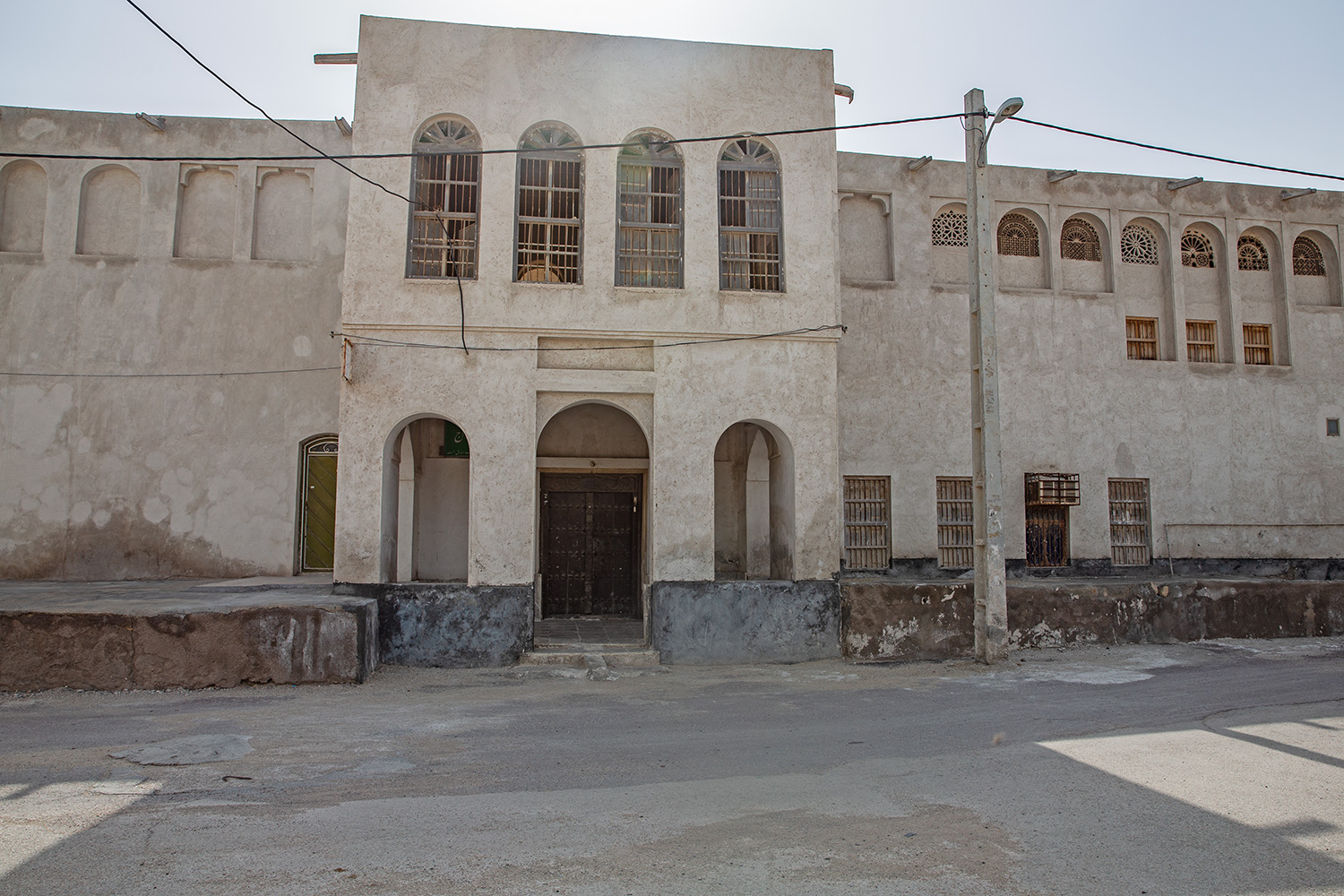
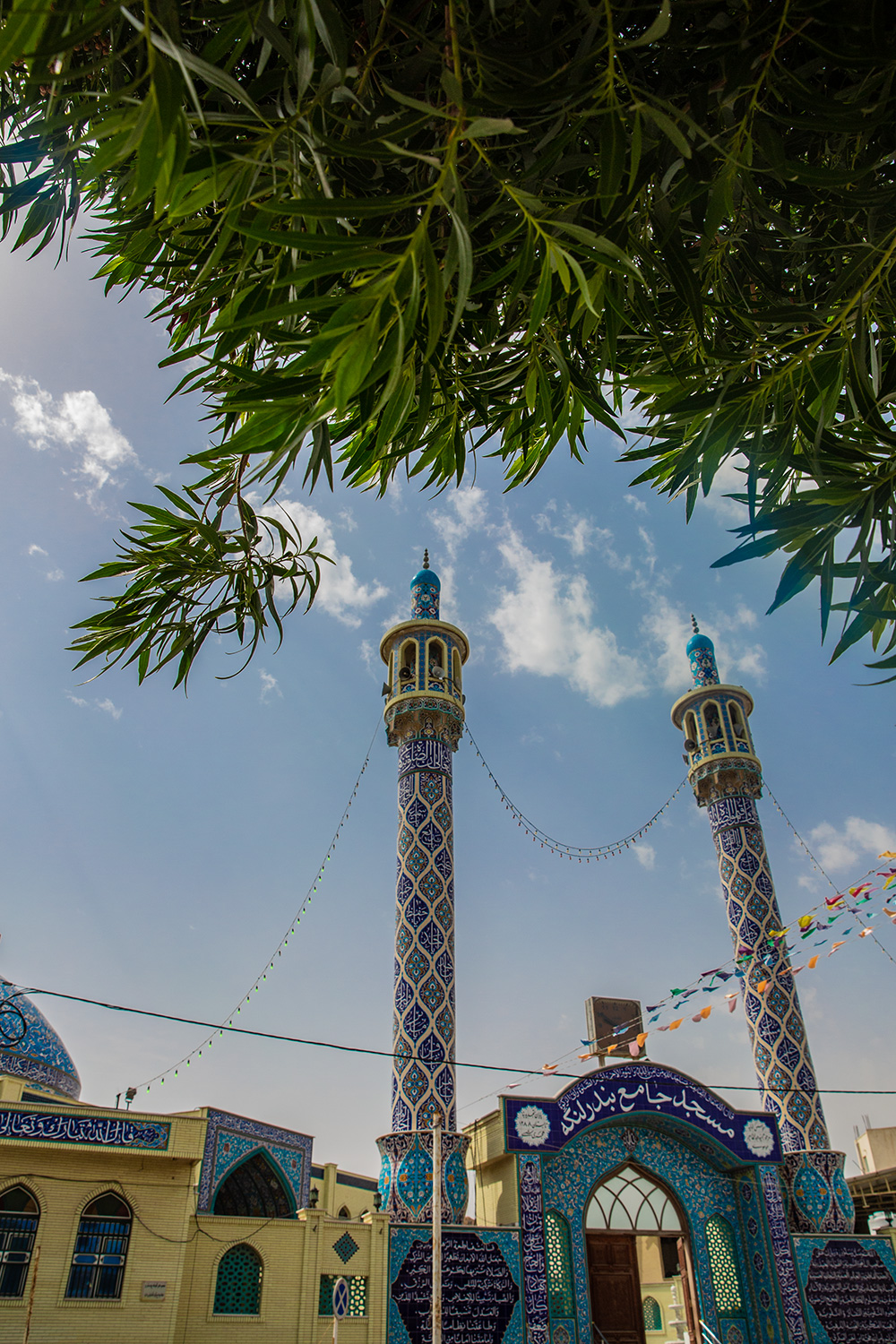
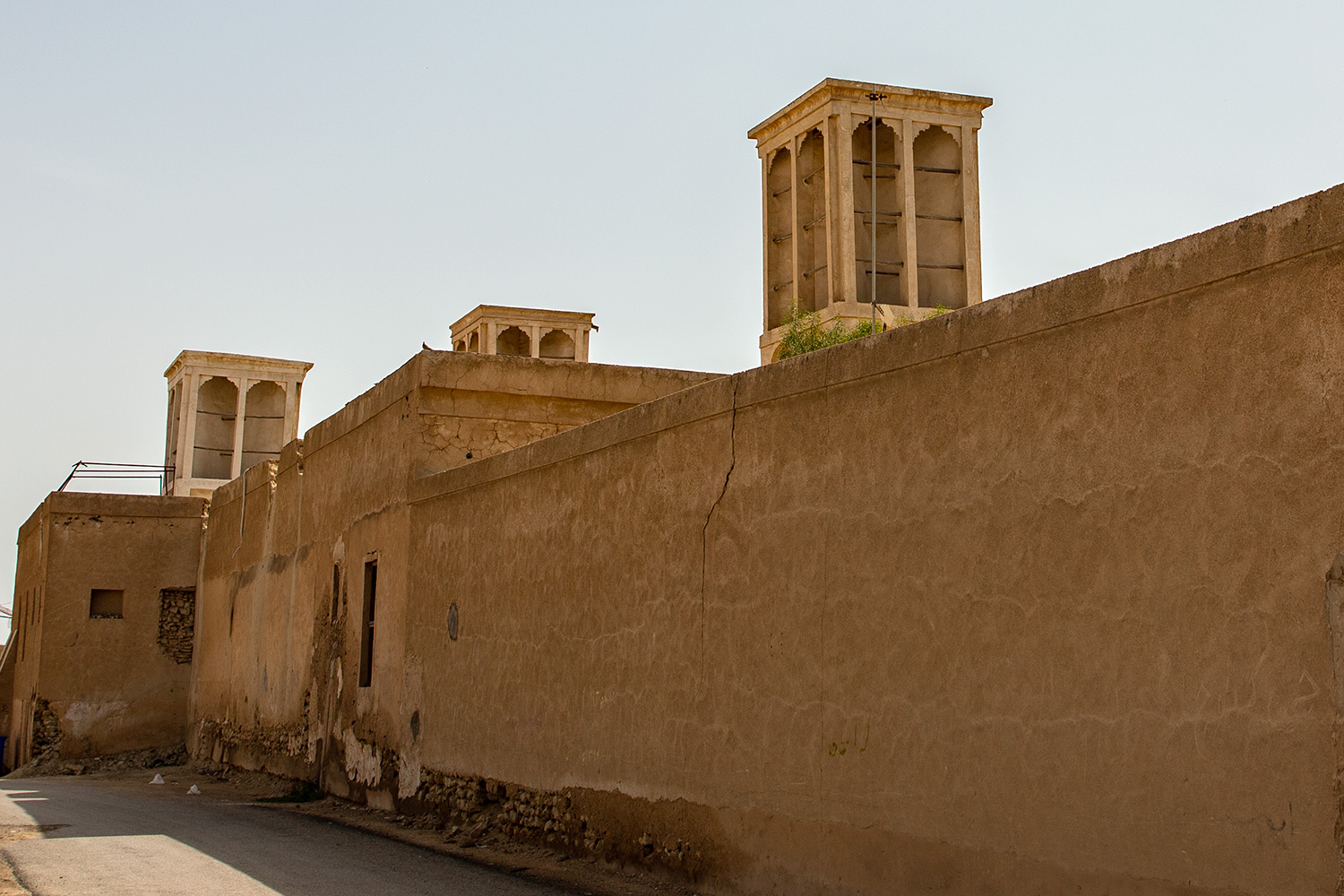
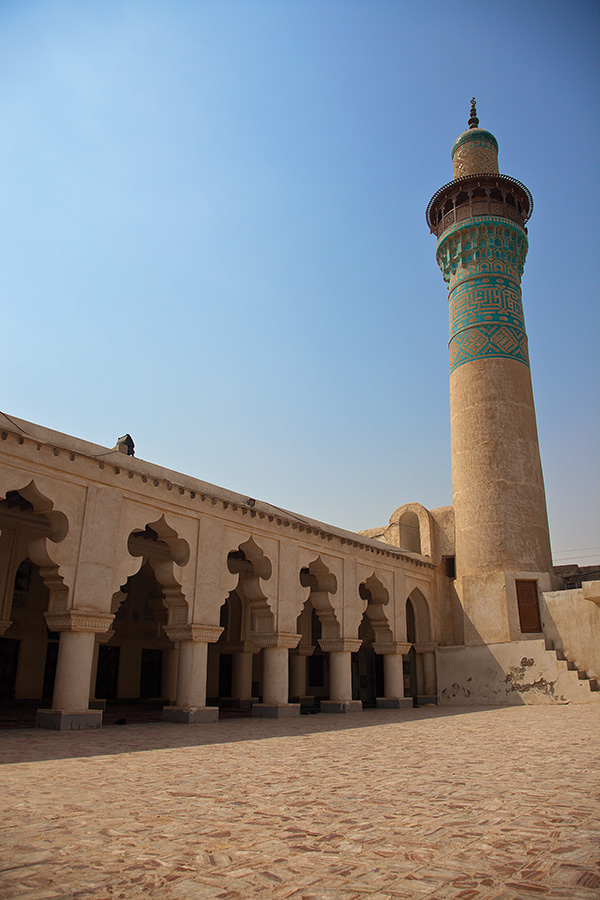